# タイピン (ペラ州)
タイピン（マレー語: Taiping）とは、マレーシアのペラ州にある都市である。福建語では太平（Thài-pêng）。タイピン（太平）は「永遠に平和の街」の意。

## 概要
面積は186.46 km2、2007年の人口は191,104人。ペラ州で2番目に大きい都市である。
タイピン市は雨城の愛称で呼ばれている。マレー半島の平均年間降水量は約2,000〜2,500ミリメートルであるがタイピン市の平均は、4,000ミリメートルほどになる。降水量に恵まれて、肥沃な庭園の湖と素晴らしいコレクションの植物が多く見られる。
近年、イスラム色が更に強くなりアラブ人等の流入が多くなった首都クアラルンプールと違い、イポーと並び中国色の強い地域の一つ。

## 歴史
19世紀に錫（スズ）が発見されてから、中国広東省や福建省などから商人や労働者が移住してきて街は大いに発展した。1937年までペラ州の州都であった。

## 気候
平均の年間降水量は約4,000mmで、マレー半島の平均2,000mm〜2,500mmを大きく上回っている。

## 観光
- タイピン動物園 - マレーシア初の動物園。ナイトサファリがあり、オランウータンが人気。
- レイク・ガーデン - 錫の採掘場跡に作られた人造湖。景観が美しい。ドラマ等にも使われる。

## ショッピング
テスコ - カムンティン (Kamunting) に位置するタイピン・セントラル・ショッピング・モールがある。中には映画館、スターバックス等もある。

## 交通

### 鉄道
タイピン駅 - マレー鉄道ウエスト・コースト線
- 郊外に位置し、1日数本の列車が発着する。

### バス
クアラ・ルンプールやイポー、バターワースからの長距離バスがある。